# Reggenza delle Isole Talaud
La reggenza delle Isole Talaud (in indonesiano: Kabupaten Kepulauan Talaud) è una reggenza dell'Indonesia, situata nella provincia di Sulawesi Settentrionale.